# Lophotrichus martinii
Lophotrichus martinii är en svampart som beskrevs av R.K. Benj. 1949. Lophotrichus martinii ingår i släktet Lophotrichus och familjen Microascaceae.   Inga underarter finns listade i Catalogue of Life.